# لوكا أنتي
لوكا أنتي (بالإيطالية: Luca Antei)‏ (19 أبريل 1992 بروما في إيطاليا - ) هو لاعب كرة قدم إيطالي في مركز الدفاع. شارك مع منتخب إيطاليا تحت 19 سنة لكرة القدم ومنتخب إيطاليا تحت 20 سنة لكرة القدم ومنتخب إيطاليا تحت 21 سنة لكرة القدم. أما مع النوادي، فقد لعب مع نادي روما ونادي ساسولو ونادي غروسيتو.

## وصلات خارجية
- لوكا أنتي على موقع الاتحاد الأوربي (الإنجليزية)
- لوكا أنتي على موقع قاعدة بيانات كرة القدم.إي يو (الإنجليزية)
- لوكا أنتي على موقع Soccerway.com (الإنجليزية)
- لوكا أنتي على موقع عالم كرة القدم.نت (الإنجليزية)
- لوكا أنتي على موقع AS.com (الإسبانية)